# محمدحسن آقا جوانشیر
محمدحسن آقا جوانشیر (ترکی آذربایجانی: Məhəmmədhəsən ağa Sarıcalı-Cavanşir) یک ژنرال نظامی امپراطوری روسیه پسر و وارث ابراهیم خلیل جوانشیر حاکم خانات قره باغ، و پدر جعفرقلی آقا جوانشیر نظامی و شاعر روسیه می‌باشد. وی سواره نظام فرماندهی قره باغ و از عوامل شکست ارتش ایران در مقابل ارتش روسیه می‌باشد که با دستگیری ۱۰۰۰ تن در دسامبر ۱۸۰۴ در منطقه دیزک رخ داد.